# Deanna et ses boys
Pour plus de détails, voir Fiche technique et Distribution.
Deanna et ses boys (titre original : One Hundred Men and a Girl)  est un film musical américain réalisé par Henry Koster, sorti en 1937

## Synopsis
Une jeune fille tente de redonner courage à son père, musicien sans emploi et à tous ses confrères musiciens grâce à sa ténacité et à beaucoup de chance.
John Cardwell est un tromboniste. Il fait partie de ces centaines de musiciens qui courent de salles de spectacles en music-halls pour décrocher un contrat mais sans succès.
Alors qu'il sort d'une salle de spectacle, il trouve sur le trottoir le sac à main tombé des mains d'une riche spectatrice. Tentant fébrilement d'en retrouver la propriétaire, il glisse le petit sac sous sa veste et rentre chez lui.
À peine a-t-il franchi le seuil de son habitation que la propriétaire lui réclame de quitter son logement du fait de ses nombreux loyers impayés. Glissant sa main dans le pardessus, il en sort 52 dollars lui permettant de payer une partie de ses dettes.
Lorsque la propriétaire lui demande s'il a enfin décroché un contrat auprès du grand chef d'orchestre Stokowski, il répond que oui. Mais à peine a-t-il prononcé ce oui, que sa fille l'ayant entendu se jette dans ses bras et le félicite chaleureusement.
En un rien de temps, tout l'immeuble vient féliciter le virtuose et organise même une petite réception.
Mais voilà, il n'y a pas de contrat et l'argent est de l'argent volé.
John Cardwell tente bien un moment de laisser sa fille Patricia dans l'ignorance, ne voulant pas la décevoir, mais cette dernière, 
finit par découvrir le mensonge et décide de rapporter le sac à main à sa propriétaire légitime. L'adresse figurant à l'intérieur du sac.
La propriétaire est une riche aristocrate, Madame Frost, qui dépense sans compter les sous de son mari et qui n'a aucune notion de l'argent, aussi est-elle surprise qu'une jeune fille lui rende l'argent et ne réclame en récompense que 52 dollars et 10 cents correspondants à l'argent du loyer et au paiement du taxi.
Voulant découvrir un peu plus cette jeune Patricia, Madame Frost la présente à ses amis richissimes. Patricia parle de son père, musicien sans travail.
Elle-même a étudié le chant à ses côtés. Elle entonne donc un petit air pour les invités. Subjuguée par les talents de la jeune fille, Madame Frost, encouragée par ses hôtes, lance le pari à Patricia de former un orchestre qu'elle pourra sponsoriser et financer.
Patricia prend Madame Frost au mot et lui assure qu'elle va rassembler un orchestre. Elle reviendra la voir afin qu'elle tienne sa parole également.
De retour chez elle, Patricia encourage son père à l'aider à regrouper une centaine de musiciens. Son père qui ne la croit d'abord pas, la suit dans l'aventure, n'ayant rien à perdre.
Après quelques jours, un garage est trouvé, les cent musiciens s'y réunissent pour répéter. Patricia retourne chez Madame Frost.
Mais celle-ci est partie en voyage à Paris pour six mois. Toutefois, son mari est resté là. Patricia le rencontre, monsieur Frost, ignorant les engagements de sa folle épouse réfute tout soutien financier à une bande de musiciens chômeurs parfaitement inconnus.
Patricia va rencontrer le chef d'orchestre Stokowski pour lui parler de son projet. Pour éviter le gardien de la salle de spectacle, elle se réfugie dans un bureau. Là, le téléphone sonne. Elle décroche et dit à l'homme au bout du fil que Stokowski va diriger un orchestre de musiciens sans emploi et que le tout sera financé par Monsieur Frost.
L'homme au bout du fil était un journaliste. Aussitôt, la nouvelle paraît dans la presse. L'information vient du bureau même de Stokowski. Mais tous les intéressés tentent d'échapper à cette mascarade. Trop tard, la nouvelle est là. Il s'agit de sauver la face.
Monsieur Frost va financer l'affaire, pourvu qu'un grand nom comme Stokowski dirige l'orchestre. Stokowski ne dit pas non mais il est attendu en Europe pour diriger un orchestre sur Paris. Alors, pour lui forcer la main, les musiciens entrent un soir chez lui et commencent à jouer une symphonie.
Ému par tous ces visages et cette musique, Stokowski reporte sa venue à Paris et va finalement diriger cet orchestre dans un concert mémorable.

## Fiche technique
- Titre français:  Deanna et ses boys
- Titre original : One Hundred Men and a Girl
- Réalisateur : Henry Koster
- Scénario : Bruce Manning, Charles Kenyon et James Mulhauser d'après une idée d'Hanns Kräly
- Photographie : Joseph Valentine
- Montage : Bernard W. Burton
- Musique : Charles Henderson, Charles Previn, Frank Skinner (non crédités)
- Direction musicale : Leopold Stokowski
- Décors : John W. Harkrider
- Costumes : Vera West
- Producteur : Joe Pasternak (producteur associé) et Charles R. Rogers (producteur exécutif)
- Société de production : Universal Pictures
- Société de distribution : Universal Pictures
- Langue : anglais
- Pays de production : États-Unis
- Format : Noir et blanc — 35 mm — 1,37:1 — Son : Mono (Western Electric Mirrophonic Recording)
- Durée : 84 minutes
- Genre : Film musical, comédie dramatique
- Dates de sortie : 
  - États-Unis : 5 septembre 1937
  - France : 19 janvier 1938

## Distribution
- Deanna Durbin : Patricia Cardwell
- Leopold Stokowski : Lui-même
- Adolphe Menjou : John Cardwell
- Alice Brady : Mme Frost
- Eugene Pallette : John R. Frost
- Mischa Auer : Michael Borodoff
- Billy Gilbert : Le propriétaire de Garage
- Alma Kruger : Mme Tyler
- J. Scott Smart : Marshall
- Jed Prouty : Tommy Bitters
- Jameson Thomas : Russell
- Howard C. Hickman : Johnson
- Frank Jenks : Taxi
- Christian Rub : Gustave Brandstetter
- Gerald Oliver Smith : Stevens
- Jack Mulhall : Rudolph
- Charles Coleman (non crédité) : un invité à la fête de Mme Frost

## Autour du film
- Le film a obtenu l'Oscar de la meilleure musique de film en 1938.
- De l'avis de beaucoup de critiques[réf. nécessaire], il s'agit du meilleur film de Deanna Durbin.